# Blutkonserve

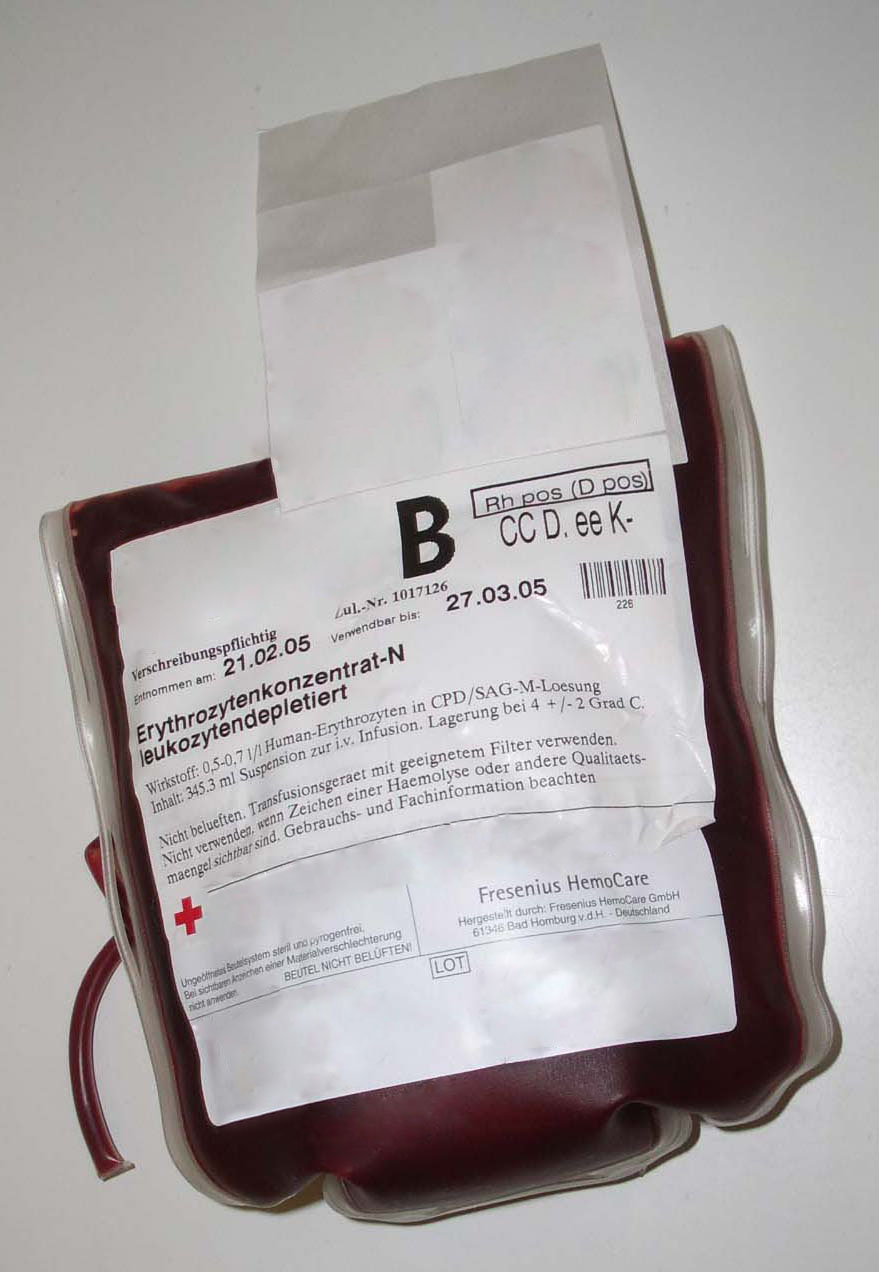
Erythrozytenkonzentrat

Der Begriff Blutkonserve ist die Bezeichnung für ein bestimmtes zelluläres Blutprodukt, das vor allem aus Erythrozyten (rote Blutkörperchen) besteht. Weitere zelluläre Blutprodukte sind Thrombozyten-Konzentrate und Granulozyten-Konzentrate. Umgangssprachliche ist meistens damit ausschließlich das Erythrozyten-Konzentrat gemeint, da dieses am häufigsten übertragen oder transfundiert wird. Ein Erythrozyten-Konzentrat ist ein mit den roten Blutkörperchen eines Spenders gefüllter reißfester, steriler und gasdurchlässiger Kunststoffbeutel (Polyvinylchlorid (PVC)), der zur Übertragung (Transfusion) von Erythrozyten an einen Empfänger dient.
Vollblut wird nur sehr selten zur Bluttransfusion verwendet. Das Blut wird stattdessen meistens in seine Bestandteile getrennt verabreicht. Bis zum Anfang der 1970er-Jahre waren Glasbehältnisse im Einsatz.

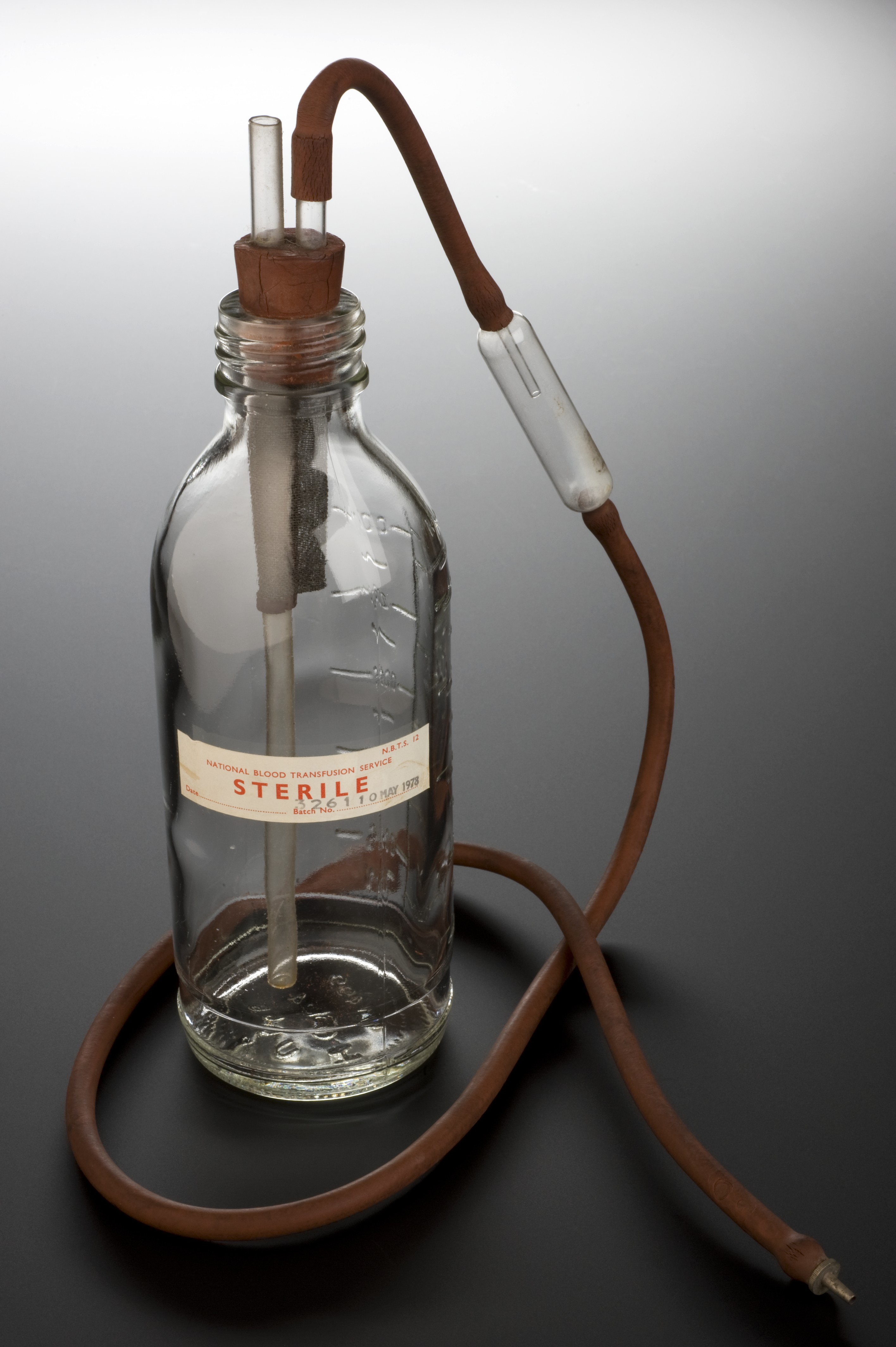
In sterilisierten Glasbehältnissen kam zumeist Vollblut bis zum Anfang der 1970er Jahre zum Einsatz.

Die Beutel enthalten je nach Typ etwa 300 ml Blut(-bestandteile). Der genaue Typ, die Blutgruppe, Untergruppen, die Blutformel und eine eindeutige Konservennummer sind mehrfach auf den Konservenbeuteln vermerkt und auf abziehbaren Etiketten aufgedruckt, um Abschreibfehler zu vermeiden. Die Konservennummern werden nach dem Eurocode-Standard (Eurocode IBLS, Eurocode International Blood Labeling System) vergeben. Dadurch ist jederzeit nachvollziehbar, welche Konserve von welchem Institut aufbereitet und ausgegeben wurde.

## Haltbarmachung
Zur Haltbarmachung werden den Blutkonserven Stabilisatoren zugesetzt, die die Haltbarkeit erhöhen.
Beschrieben sind etwa die Stabilisatorlösungen ACD-A („Acid-Citrate-Dextrose“ mit Adenin), CPD („Citrate-Phosphate-Derivative“) oder CPD-A („Citrate-Phosphate-Derivative“ mit Adenin). Citrat unterdrückt die Blutgerinnung, Phosphat dient der pH-Wert-Stabilisierung, Glukose fungiert als Energielieferant, Adenin fördert die Bildung von Adenosintriphosphat (ATP) in den roten Blutkörperchen.
Der zumeist verwendete Stabilisator ist die CPD-A-Lösung. Sie enthält 3 g Citronensäure, 26,3 g Natriumcitrat, 2,2 g Natriumdihydrogenphosphat, 31,9 g Glucosemonohydrat und 0,275 g Adenin, die mit destilliertem Wasser auf 1 Liter aufgefüllt werden. Der pH-Wert dieser Stabilisatorlösung liegt zwischen 5,6 und 5,8; werden 63–70 ml davon mit 450 ml Blut vermischt liegt der resultierende pH-Wert der Konserve bei 7,1–7,2. Dies ist für die Lagerung der Erythrozyten-Konzentrate bei +2 bis +6 °C von großer Bedeutung.
Alle Konserventypen müssen gekühlt aufbewahrt werden. Frischplasma-Konzentrate werden sogar tiefgefroren. Sie werden vor der Transfusion auf Raum- oder Körpertemperatur gebracht.

## Haltbarkeit einer gelagerten Blutkonserve
Das Erythrozytenkonzentrat ist in der oben beschriebenen Präparation bei einer Lagertemperatur von 2–6 °C für 35 bis 42 Tage lang haltbar gemacht worden.

## Test auf Infektionserreger
Seit Oktober 1985 ist es in Deutschland gesetzlich vorgeschrieben, neben zahlreichen anderen Tests einen HIV-Antikörpertest für Blutkonserven durchzuführen.